# حيتانيات مجترة
الحيتانيات المجترة (الاسم العلمي: Cetruminantia)، فرع حيوي يتكون من حيتانيات وفرسيات النهر وأقربائها الأحياء المجترات.